# 벼룩파리
벼룩파리(영어: phorid fly)는 해충의 일종이다. 주로 여름철에 자주 보이며, 초파리와 혼동하는 경우가 많다. 
벼룩파리는 종종 날아가기보다는 표면을 가로질러 빠르게 달리는 도주 습성으로 구분할 수 있다. 이 행동은 영어 이름 중 하나인 scuttle fly의 유래이다. 또 다른 일반적인 이름인 관 파리(coffin fly)는 Conicera tibialis를 가리킨다. 전세게적으로 230속 4000여 종이 알려져 있고, 한국에는 15종이 기록되어 있다. 가장 잘 알려진 종은 범세계종인 Megaselia scalaris다. 벼룩파리의 일종인 Euryplatea nanaknihali는 길이가 0.4mm로 세계에서 가장 작은 파리이다.

## 초파리와의 혼동
벼룩파리는 초파리와 엄연히 다른 해충이다. 벼룩파리는 초파리와 달리 몸이 굽어 있는 것이 특징이며, 줄무늬가 있고 눈이 검은색이며 배는 회색을 띤다. 또한 비행 패턴도 불규칙적이라 초파리처럼 잡기가 까다롭다.

## 생태

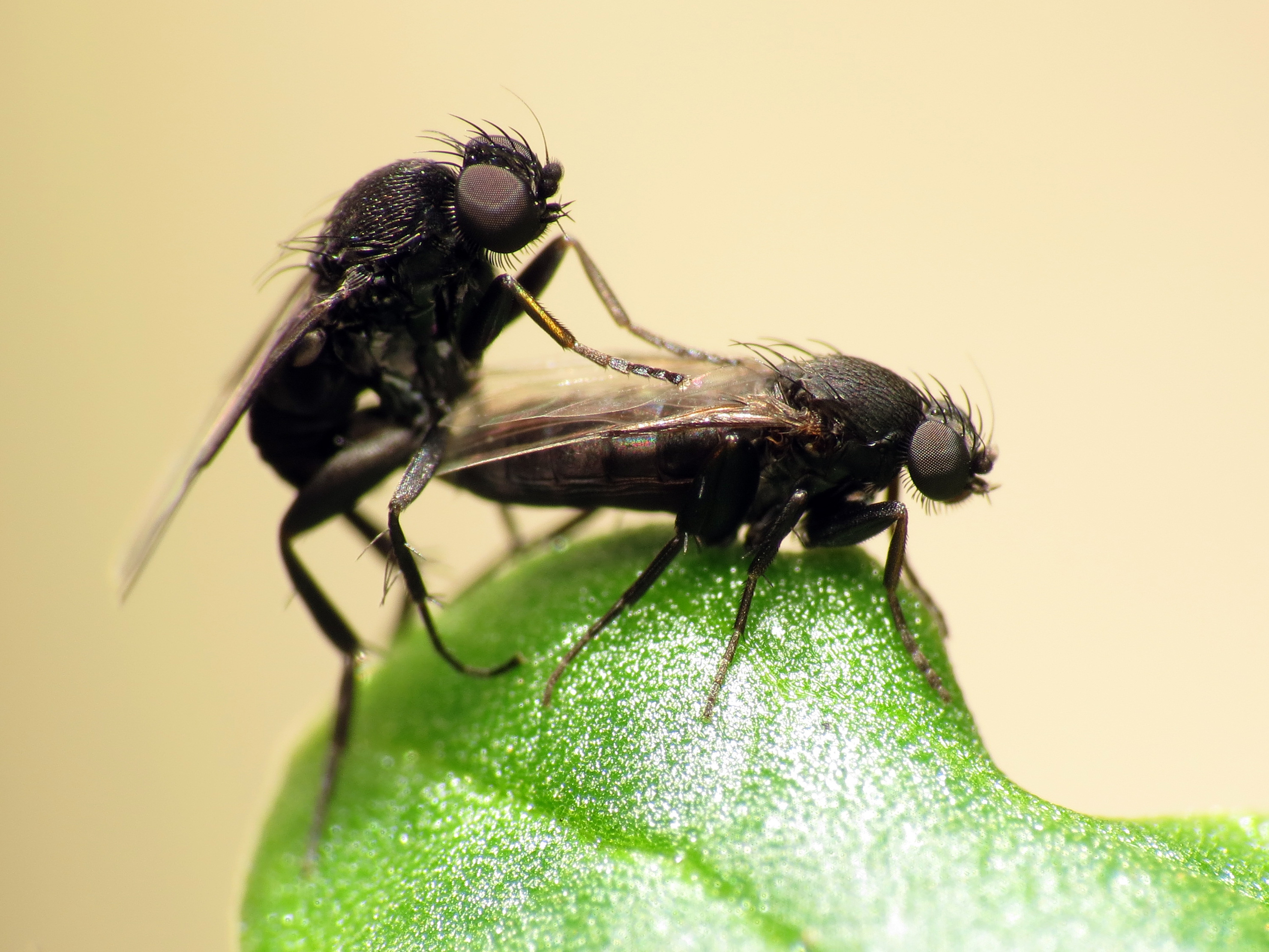
짝짓기하는 벼룩파리 한 쌍.

벼룩파리는 전세계적으로 발견되지만, 가장 다양한 종들이 열대 지방에서 발견된다. 벼룩파리는 모든 파리목 중에서 가장 다양성을 보인다. 애벌레는 사회성 곤충의 둥지와 일부 수생 서식지에서 발견되며, 배설물, 썩은 벌레, 죽은 달팽이와 같은 유기성 쓰레기에서 발견된다. 어떤 것들은 옥내성이다. 어떤 종들은 나무껍질이나 균류, 살아있는 식물(줄기나 잎 등)을 먹고 산다. 일부는 지렁이, 달팽이, 거미, 지네, 지네, 곤충의 알, 유충, 번데기의 포식자 또는 기생자이다. 성충은 꽃꿀과 이슬, 신선한 썩은 고기와 똥에서 나오는 즙을 먹고 산다. 일부 종의 성충은 살아있는 딱정벌레 유충과 번데기의 체액을 먹고, 또는 작은 곤충을 잡아먹는다. 몇몇 종들은 관 파리(coffin fly)라는 일반적인 이름을 가지고 있는데, 그들은 인간의 주검에서 지속적으로 번식하기 때문에 심지어는 매장된 관 안에 묻힌 채로 살 수 있다. 이러한 이유로, 그들은 법의학 곤충학에서 중요하다. 버섯을 먹는 벼룩파리인 Megaselia halterata는 버섯 배양실의 해충이다. 직접적인 손상을 초래하지는 않지만, 버섯 곰팡이 갈변병(Lecanicillium fungicola)의 효율적인 매개체이다.

## 해충
일반적으로, 그들은 썩어가는 유기물을 먹고 산다. 배수관 등 비위생적인 장소가 빈번하기 때문에 각종 질병을 유발하는 병균을 식자재로 운반할 수 있다. 성충은 빠르고 갑작스러운 달리기 때문에 눈에 띈다. 어떤 종에서는 수컷이 떼를 지어 날기도 한다.

### 주 서식지 및 산란지
벼룩파리의 주 서식지 및 산란지는 다음과 같다.
- 쓰레통에 버려진 키친타월
- 닭뼈 등의 잔해물 부근
- 에어컨 배관
- 화장실
- 등등

수명은 짧지만, 알 주머니 하나에서 500마리나 증식시키므로 보이는 족족 제거하는 것은 물론, 서식지의 가능성이 있는 위치는 보이는 대로 청결을 유지해야 한다.

### 스트레스
요리하는 중 냄비나 프라이팬으로 들어가는 경우가 있는 한편, 이 때문에 여름에 집밥을 해먹는 가정에서는 스트레스를, 또한 얼굴 앞에 접근하는 등 위생 문제 외에도 정신적 스트레스를 안겨주기도 한다.

## 붉은불개미 방제

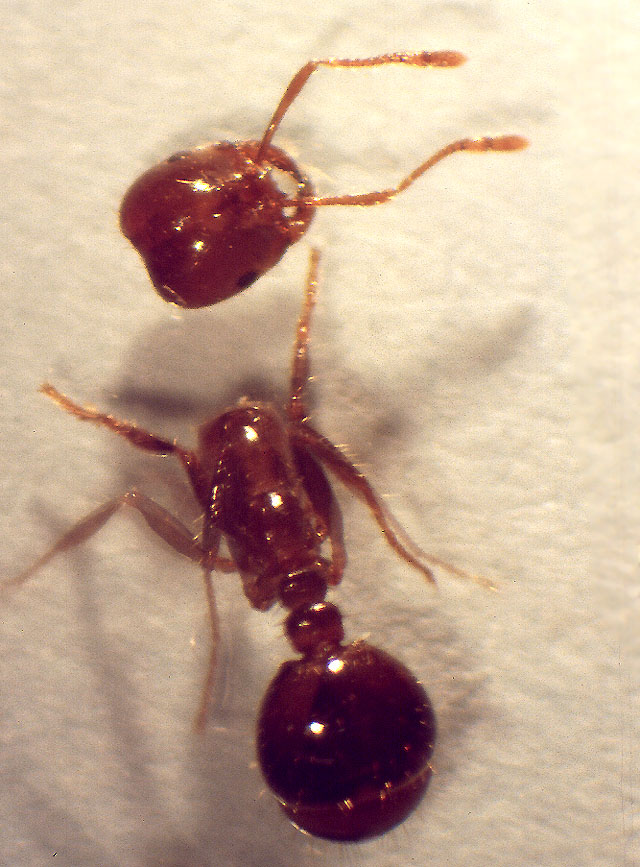
벼룩파리 Pseudoactaeon sp.에 의해 머리가 잘린 붉은불개미.

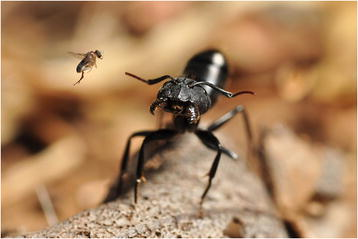
개미 Camponotus morosus를 공격하는 기생 벼룩파리.

벼룩파리는 1930년대에 일부 종의 붉은불개미가 우연히 유입된 미국 남부의 붉은불개미 개체수를 조절하는 새롭고 희망적인 수단이다. 110종이 기록되어 있는 개미의 목을 베는 벼룩파리 Pseudacteon속은 개미에 기생하며, 유사한 종들은 개미의 가슴에 알을 낳음으로써 번식한다. 1령 유충은 머리로 이동하여 개미의 혈림프, 근육, 신경 조직을 먹고 살며, 결국 애벌레는 개미의 뇌를 완전히 집어삼켜 개미를 약 2주 동안 정처없이 떠돌게 한다. 약 2주에서 4주 후에, 그들은 개미의 머리를 몸에 붙이는 막을 분해하는 효소를 방출함으로써 개미의 머리를 떨어지게 하고, 분리된 머리 캡슐 안에서 번데기가 되며, 우화까지 2주가 더 걸린다. 텍사스의 트래비스, 브라조스, 댈러스 카운티를 시작으로 북미에 붉은불개미가 처음 유입된 앨라배마 주 모빌까지 다양한 종류의 벼룩파리가 미국 남동부 전역에 도입되었다. 붉은불개미의 근연종들은 또한 몇몇의 유사종들에 의해 기생되는데, 이 토착종 붉은불개미들은 도입된 종들이 하는 것처럼 생태학적 피해를 일으키지 않는다.

## 군집 붕괴 현상

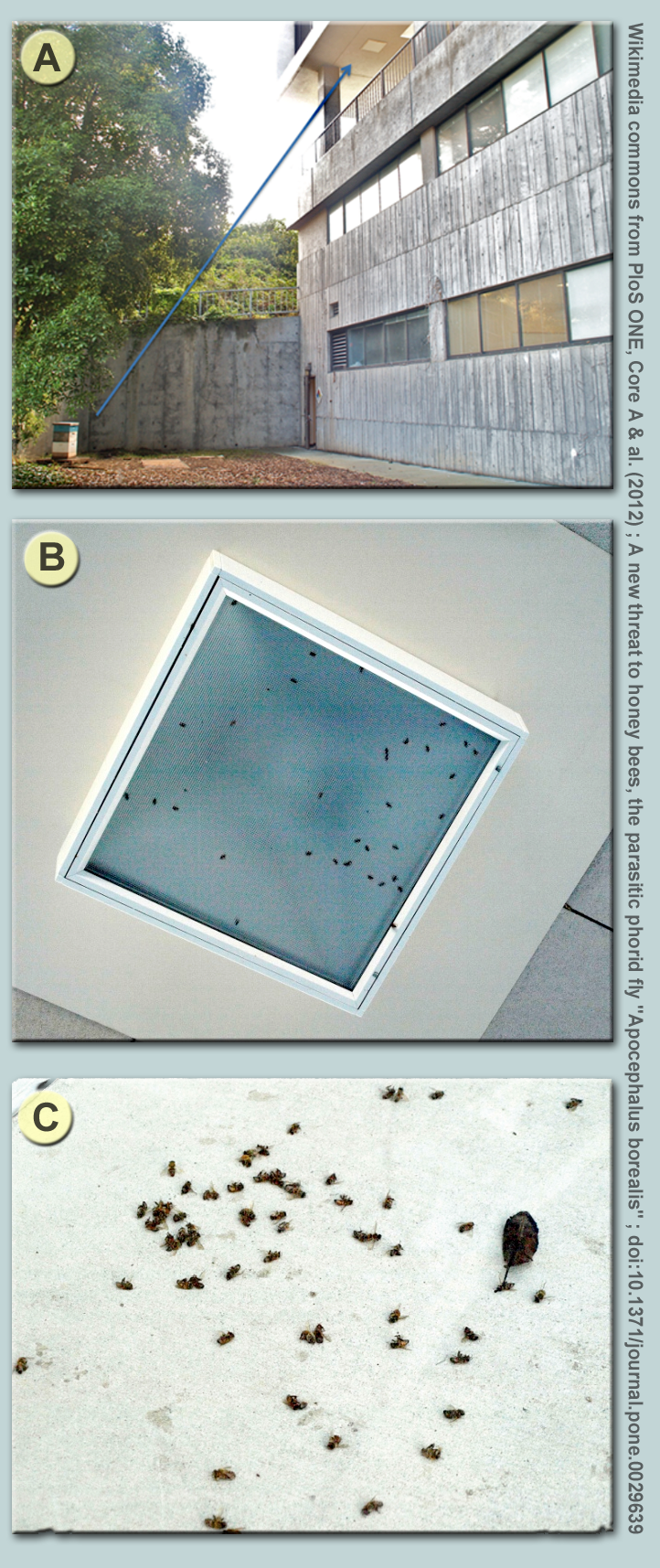
A: 샌프란시스코 주립 대학 헨실 홀 연구 장소; 주요 연구용 벌통, 파란색 화살표는 꿀벌이 근처의 빛을 향해 날아가는 방향을 나타낸다. B: 발이 묶인 벌들이 모여 있는 벌집 위에 착륙하는 것과 빛. C: 착륙장 바로 위에서 전날 밤부터 꿀벌들이 그곳에 끌리는 것을 보여준다.

2012년 1월, 한 연구원이 죽은 꿀벌의 시험관에서 군집 붕괴 장애의 영향을 받은 것으로 추정되는 유충을 발견했다. 그 애벌레들은 그 전날 밤에 그곳에 없었다. 그 유충들은 호박벌과 말벌을 포식하는 것으로 알려진 기생 벼룩파리인 Apocephalus borealis였다. 벼룩파리는 벌의 복부에 알을 낳고, 알에서 부화한 유충은 벌을 먹고 산다. 감염된 벌들은 밤에 먹이를 찾고 나방처럼 불빛 주위에 모여 이상한 행동을 하며, 결국 그 벌은 죽기 위해 군체를 떠나고, 벼룩파리 유충은 벌의 목에서 나온다.